# Wittgenstein (film)
Wittgenstein je britský hraný film z roku 1993, který režíroval Derek Jarman podle vlastního scénáře. Film zachycuje život filozofa Ludwiga Wittgensteina (1889–1951). Snímek měl světovou premiéru na Mezinárodním filmovém festivalu v Berlíně 16. února 1993, kde získla cenu Teddy Award.

## Děj
Film vypráví život filozofa Ludwiga Wittgensteina od jeho dětství, přes zkušenosti v bojích první světové válce až po jeho působení na univerzitě v Cambridgi. Zde se spřátelil s filozofem Bertrandem Russellem a ekonomem Johnem Maynardem Keynesem. Film také zachycuje Wittgensteinovu homosexualitu.

## Obsazení
| Clancy Chassay   | mladý Wittgenstein      |
| Karl Johnson     | Ludwig Wittgenstein     |
| Michael Gough    | Bertrand Russell        |
| John Quentin     | John Maynard Keynes     |
| Jill Balcon      | Leopoldine Wittgenstein |
| Sally Dexter     | Hermine Wittgenstein    |
| Gina Marsh       | Gretel Wittgenstein     |
| Tilda Swintonová | Ottoline Morrell        |

## Ocenění
- Berlinale – Teddy Award pro nejlepší hraný film